# Villa Nebelthau
Die Villa Nebelthau befindet sich in Bremen, Stadtteil Schwachhausen, Ortsteil Barkhof, Hollerallee 25. Die Villa wurde 1891 nach Plänen von Carl Bollmann gebaut
Das Haus steht seit 2005 unter Bremer Denkmalschutz.

## Geschichte
Das großbürgerliche, zweigeschossige, verklinkerte und verspielte Wohnhaus mit einem Sockelgeschoss und dreigeschossigem, prägendem Türmchen mit einem Zeltdach wurde 1891 in der Epoche des Historismus im Stil der Neorenaissance für den Rechtsanwalt, Syndicus, Bürgerschaftsabgeordneten (1891–1898) und Bremer Senator (1900–1918) Friedrich Nebelthau gebaut. Die Villa war ab 1933 auch Treffpunkt der von den Nationalsozialisten entlassenen ehemaligen Senatoren Nebelthau, Theodor Spitta und Hermann Apelt zum Gedankenaustausch.
Heute (2022) ist das Haus in privatem Familienbesitz und wird  von einem bekannten Bremer Unternehmen genutzt.